# Tiffany Mynx
Tiffany Mynx (Upland, California; 10 de octubre de 1971) es una actriz pornográfica estadounidense. Ha rodado más de 500 películas desde que debutara en 1992. Forma parte de los Salones de la Fama AVN y XRCO.

## Biografía
En 1992 se muda a Los Ángeles donde vive con su abuela y empieza a trabajar como bailarina de estriptis. Su primer trabajo ante las cámaras se produce en un video para Penthouse, poco después, debutaría en el porno en una película de VCA titulada The D.J. Posteriormente seguiría trabajando principalmente para dicho estudio en títulos como : Sorority sex kittens (1992), Return of the cheerleader nurses (1994), Nurse tails (1994) o Dirty work (1995).
Tras casarse y operarse los pechos, firma en 1997 con la productora Elegant Angel. Debuta con ella en Buttwoman '97, una película que le daría mucha fama.
En 1998 escribe, produce, dirige y protagoniza Asswoman in wonderland. Satisfecha con la experiencia decide crear primero, Tiffany Mynx Productions, con la que sacaría dos películas, y posteriormente Pagan Productions, que produciría 8 cintas entre 2000 y 2004.
Entre sus títulos más recientes podemos destacar : Take it black 2 (2005), Strap attack 2 (2005), Slave Dolls 2 (2006), Obsession (2006) o Glory hole (2007).

## Vida personal
Estuvo casada con el actor porno Cody Adams entre 1995 y 1998. Fruto de esa relación son sus dos primeros hijos. En agosto del 2006 volvió a contraer matrimonio. Posteriormente dio la luz a su tercer hijo

## Curiosidades
- En febrero de 1999 saltó la noticia de su muerte. En realidad, no era así y todo se debió al lanzamiento de un recopilatorio con algunas de sus escenas titulado, de forma desafortunada Tiffany Mynx: Rest In Peace o Tiffany Mynx: RIP.[1]
- Desde 2007 reside en Las Vegas.
- Ella ha sido la principal impulsora para que su hijo, Nate, de 18 años,[2] debutara en el porno en 2008, algo que creó mucha controversia por gente de la propia industria.

## Premios

### AVN
- 1994 – Premios AVN – a la Mejor escena de sexo anal con Kitty Yung y Randy West) por Sodomania 5[3]
- 2001 – Inclusión en el Salón de la fama de AVN[4]
- 2007 – Premios AVN – a la Mejor escena en pareja por – Slave dolls 2 (con Manuel Ferrara)[5]

### XRCO
- 1997 – XRCO a la Mejor escena lésbica con Jeanna Fine y Stephanie Swift por Miscreants[6]
- 1998 – XRCO a la Mejor escena de grupo por Asswoman in wonderland[6]
- 2002 – Inclusión en el XRCO Hall of Fame[7]

### Otros
- 1997 – CAVR Adult Awards – a la Mejor actriz[8]
- 1998 – CAVR Adult Awards – a la Actriz más caliente[9]
- 1998 – F.O.X.E Awards – a la Mejor actriz[10]